# 오스카르 밍게사
오스카르 밍게사 가르시아(스페인어: Óscar Mingueza García, 1999년 5월 13일 ~ )는 스페인의 축구 선수이다. 포지션은 수비수이며, 센터백, 풀백 등 모든 수비 위치에서 뛸 수 있다. 현재 셀타 비고 소속이다.

## 클럽 경력

### 2021-21 시즌
FC 바르셀로나의 유스 출신으로, FC 바르셀로나 카데테 A, FC 바르셀로나 후베닐 B, FC 바르셀로나 후베닐 A, FC 바르셀로나 B 팀을 거쳐 2020-21 시즌 후반기에 1군인 FC 바르셀로나에서 뛰게 되었다. 당시 FC 바르셀로나에는 주전 수비수들의 줄부상으로 인해 수비수가 절실하게 필요해 바르셀로나 B 팀에 있던 밍게사를 1군으로 데려오게 되었다.
밍게사는 디나모 키예프와의 2020-21년 UEFA 챔피언스리그 조별 리그 4차전 경기에서 데뷔전을 가졌는데 그 경기에서 밍게사는 주전 수비수들 못지 않은 안정적인 수비 실력을 보여주며 바르셀로나를 승리로 이끌었다. 그 뒤 남은 시즌 동안에는 주전으로 활약하게 되었다.

### 2021-22시즌
밍게사는 2020 도쿄올림픽에서 당한 부상으로 인하여 초반 리그 두 경기를 결장하였으나, 세번째 경기인 헤타페전에서 교체투입 되며 2021-22 시즌 첫번째 출전을 기록하였다.

## 국가대표 경력
밍게사는 2021년에 스페인 U-21 축구 국가대표팀에도 선발되었지만 이탈리아와의 데뷔전에서 퇴장을 당했다.